# اندری پیلیاوسکی
اندری پیلیاوسکی (اوکراینی: Андрій Борисович Пилявський؛ زادهٔ ۴ دسامبر ۱۹۸۸) بازیکن فوتبال اهل اوکراین است.
از باشگاه‌هایی که در آن بازی کرده‌است می‌توان به باشگاه فوتبال بیتار اورشلیم، باشگاه فوتبال روبین کازان، باشگاه فوتبال آرسنال کی‌یف، باشگاه فوتبال مکابی حیفا، و باشگاه فوتبال زوریا لوهانسک اشاره کرد.
وی همچنین در تیم ملی فوتبال اوکراین بازی کرده‌است.